# Rhizomnium glabrescens
Rhizomnium glabrescens är en bladmossart som beskrevs av T. Koponen 1968. Rhizomnium glabrescens ingår i släktet rundmossor, och familjen Mniaceae. Inga underarter finns listade i Catalogue of Life.